# Słowik modry
Słowik modry (Larvivora cyane) – gatunek małego ptaka z rodziny muchołówkowatych (Muscicapidae). Gniazduje głównie w Azji Wschodniej, zimuje w Azji Południowo-Wschodniej (zarówno w części kontynentalnej, jak i na wyspach). Nie jest zagrożony wyginięciem.

## Taksonomia
Po raz pierwszy gatunek opisał Peter Simon Pallas w 1776. Holotyp pochodził z Daurii. Autor nadał nowemu gatunkowi nazwę Motacilla cyane.
Obecnie (2022) Międzynarodowy Komitet Ornitologiczny umieszcza słowika modrego w rodzaju Larvivora. Wyróżnia 3 podgatunki, podobnie jak autorzy Howard and Moore Complete Checklist of the birds of the World (2014) oraz listy ptaków świata opracowywanej we współpracy BirdLife International z autorami HBW (6. wersja online: grudzień 2021); na Clements Checklist of Birds of the World (2021) uwzględniono dwa.
- L. c. bochaiensis Shulpin, 1928[9]
- L. c. cyane (Pallas, 1776) – podgatunek nominatywny;
- L. c. nechaevi Redkin, 2006 – od przedstawicieli dwóch poprzednich podgatunków różnią się głównie rozmiarami ciała i formułą skrzydłową[10].

## Morfologia
Długość ciała wynosi około 13–14 cm, masa ciała – około 11–18 g (według innego źródła 11,2–20,7 g; dotyczy osobników różnej płci i wieku). Wymiary szczegółowe podane w milimetrach przedstawiono w poniższej tabeli; pochodzą zarówno od żywych osobników, jak i okazów muzealnych.
| Płeć   | n  | Dł. skrzydła | Dł. ogona | Dł. górnej krawędzi dzioba | Dł. skoku |
| ------ | -- | ------------ | --------- | -------------------------- | --------- |
| samce  | 40 | 70–77        | 47,0–51,2 | 12,5–14,4                  | 23,4–26,2 |
| samice | 23 | 69–75        | 44,6–50,5 | 13,2–13,9                  | 24,6–26,2 |

Występuje dymorfizm płciowy w upierzeniu. U samca wierzch ciała od ciemienia po ogon ma barwę łupkowoniebieską. Czerń z przodu głowy ciągnie się przez boki szyi po boki tułowia. Spód ciała biały, od brody po okolice kloaki i pokrywy podogonowe. Boki niższej części tułowia niebieskoszare. Dziób czarny, w szacie spoczynkowej z różowawą nasadą żuchwy; nogi różowawe. Tęczówka ciemnobrązowa, niezależnie od płci.
Samice słowika modrego przypominają słowiki syberyjskie (L. sibilans). Cechuje je jednak bardziej szary wierzch ciała, niebieski nalot na brązowych skrzydłach, kuprze i ogonie, mniej wyraźny łuskowaty wzór o bardziej płowym odcieniu oraz jaśniejsze boki ciała. Osobniki młodociane są ciemnobrązowe z ochrowordzawymi paskami z wierzchu ciała, które kształtem przypominają kroplę. Ich ogon z wierzchu jest albo niebieskawy (samce), albo brązowawy (samice). Gardło, pierś i boki tułowia mają ochrowobrązowe ze słabo zaznaczonym łuskowatym wzorem. Spód ciała białawy.
Przedstawiciele podgatunku L. c. bochaiensis mają ciemniejszy wierzch ciała. U L. c. nechaevi wszystkie ciemne partie upierzenia mają większy zasięg.

## Zasięg występowania
Słowiki modre w zależności od podgatunku zamieszkują:
- L. c. bochaiensis Shulpin, 1928 – wschodnia Syberia, północno-wschodnie Chiny, północna Korea i Japonia[11][8]; zimowiska znajdują się na Półwyspie Malajskim, Wielkich Wyspach Sundajskich[11], Sumatrze, Jawie i Borneo[8];
- L. c. cyane (Pallas, 1776) – gniazdują na obszarze południowo-środkowej Syberii i północnej Mongolii[11], prawdopodobnie również przyległej części północno-wschodniego Kazachstanu[8]; zimują w Azji Południowo-Wschodniej[11]: w południowych Chinach, na Półwyspie Indochińskim, Półwyspie Malajskim, Sumatrze, Jawie i Borneo; zimowiska przedstawicieli L. c. bochaiensis i L. c. cyane w większości się nakładają[8]; w Indiach słowiki modre pojawiają się sporadycznie, w maju 2000 miało miejsce 4. stwierdzenie w kraju[13];
- L. c. nechaevi Redkin, 2006 – Sachalin, południowe Wyspy Kurylskie, Japonia[10].

## Ekologia i zachowanie
Słowiki modre gniazdują w tajdze złożonej głównie ze świerków (Picea), jodeł (Abies), brzóz (Betula), sosen (Pinus) i topoli (Populus); prócz tego w gęstych zakrzewieniach wśród powalonych drzew i konarów, w lasach świerkowo-jodłowych okalających śródleśne łąki z wysoką roślinnością, w lasach odroślowych wzdłuż rzek, rosnących wzdłuż górskich dróg topoli i jodeł, a rzadko również w świetlistych lasach dębowych. W Japonii gniazdują zarówno w lasach liściastych, iglastych, jak i mieszanych z gęstym podszytem, szczególnie chętnie w pobliżu strumieni i dobrze osłoniętych dolin. Na Hokkaido spotykane są przeważnie na nizinach; na Honsiu – w górskich lasach na wysokości 1000–1600 m n.p.m., niżej niż zwykle występują słowiki rudzikowe (L. akahige). Słowiki modre zimują w podszycie w wilgotnych szerokolistnych lasach wiecznie zielonych (i pierwotnych, i wtórnych) lub w lasach mieszanych, również tych poddawanych wycince, w zaroślach, często skupiskach bambusów, na zapuszczonych plantacjach kauczukowców oraz wśród nadmorskiej roślinności. Podczas wędrówek przebywają również w namorzynach, parkach, ogrodach i trzcinowiskach (Phragmites). Na Półwyspie Malajskim odnotowywane były w skupiskach ukęśli (Dillenia). Poza sezonem lęgowym zwykle występują poniżej 500 m n.p.m., choć odnotowano je na Borneo na 1680 m n.p.m. (podczas wędrówki), a na Półwyspie Malajskim – do około 1500 m n.p.m. W porównaniu do innych słowików Larvivora, modre preferują mniej gęsty podszyt.
Pożywieniem słowików modrych są głównie owady (w tym pluskwiaki, chrząszcze i mrówkowate); wśród tych gniazdujących w Chinach stwierdzono również jagody i nasiona traw. Badane w Japonii osobniki przynosiły pisklętom pokarm składający się (pod względem wagowym) w 36% z dorosłych owadów, w 28% z ich larw, w 18% z pajęczaków i w 18% z niezidentyfikowanej materii. Słowiki modre żerują na podłożu oraz nisko w podszycie; biegają lub skaczą podobnie do kureczek Porzana. Badania aktywności w obrębie zimowisk wykazały, że występuje wyraźna struktura przestrzenna uczęszczanych i omijanych miejsc, która w dużej części utrzymywała się z roku na rok. Wskazuje to na ocenę jakości siedliska z dużą dokładnością. Pieśń słowików modrych to donośne, gwałtowne trylowanie tri-tri-tri-tri, tjuree-tiu-tiu-tiu. Wśród samców z Rosyjskiego Dalekiego Wschodu odnotowano od 7 do 14 rodzajów pieśni (średnio 10,9 na osobnika).

### Lęgi
Okres lęgowy słowików modrych w Rosji trwa od czerwca do lipca, a w Chinach i Japonii – od maja do lipca. W Japonii przeciętna wielkość terytoriów to około 1 ha w lasach liściastych i 0,5 ha w lasach iglastych. Gniazdo ma formę czarki zbudowanej nieco niedbale z mchów i liści. Wyściółkę stanowi włosie. Gniazdo umieszczone jest na stromym podłożu lub na skarpie wśród korzeni drzew, opadłych gałęzi, paproci czy splątanych liści; zwykle osłania je krzew. W zniesieniu znajduje się 4–6 jaj; skorupa ma barwę od błękitnej po jasnoniebieską lub niebieskozieloną. Przynajmniej do 2005 roku nie było informacji o wysiadywaniu oraz opiece nad młodymi. Słowiki modre są jednymi z gospodarzy kukułek kreskowanych (Hierococcyx fugax).

## Status i zagrożenia
IUCN uznaje słowika modrego za gatunek najmniejszej troski (LC, Least Concern) nieprzerwanie od 1988 (stan w 2022). BirdLife International uznaje trend liczebności populacji za spadkowy ze względu na niszczenie środowiska oraz fragmentację siedlisk tych ptaków.